# Пирн-Уэбб, Холли
Холли Уэбб (англ. Hollie Webb, родилась 19 сентября 1990 года в Белпере) — британская хоккеистка на траве, защитница клуба «Сёрбитон». В составе сборной Великобритании — чемпион летних Олимпийских игр 2016 года. На международных турнирах представляет Англию, в её составе — чемпионка Европы 2015 года.

## Спортивная карьера
Представляет клуб «Сёрбитон», ранее играла за «Бистон», «Кэннок» и «Белпер». В сборных с 2013 года. Выступала на Играх Содружества 2014 за Англию, а также на двух чемпионатах Европы.
Холли участвовала в Олимпиаде в Рио-де-Жанейро, где в финальном матче против Нидерландов в серии пенальти принесла победу своей команде.